# بيلي فورستر
بيلي فورستر (بالإنجليزية: Billy Forrester)‏ (1869 في المملكة المتحدة - ) هو لاعب كرة قدم بريطاني (وحمل سابقاً جنسية المملكة المتحدة لبريطانيا العظمى وأيرلندا) في مركز الهجوم. لعب مع ستوك سيتي.